# Phobaeticus chani
Phobaeticus chani é uma espécie de bicho-pau, considerado a maior espécie de insecto do mundo, com um indivíduo presente no Natural History Museum em Londres medindo 567 mm. Esta medida, no entanto, da-se com as patas dianteiras estendidas. O corpo, ainda mede cerca de 357 mm.
Foi nomeado em honra do naturalista da Malásia, Datuk Chan Chew Lun. Apenas são conhecidos seis espécimenes, todos originários do estado de Sabah no Bornéu. Pouco é conhecido acerca da sua biologia, mas especula-se que viva no dossel florestal em florestas húmidas, tornando-o muito difícil de encontrar.
Phobaeticus chani foi seleccionado como uma das novas dez espécies top ("The Top 10 New Species") descritas em 2008, pelo The International Institute for Species Exploration na Universidade do Estado do Arizona e por um comité internacional de taxonomistas.